# Xochiquétzal

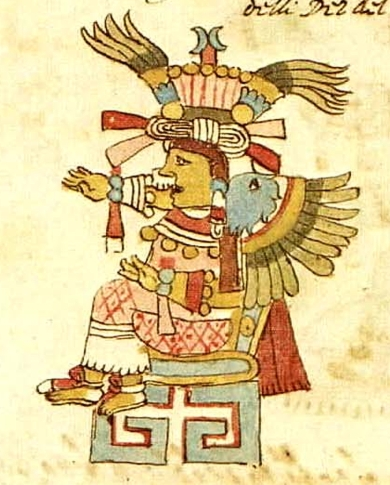
Xochiquétzal descrita en el Códice Ríos.

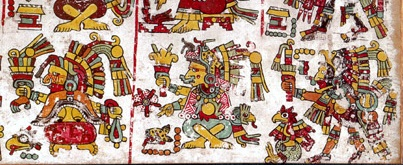
Xochiquétzal y Quetzalcóatl descritos en el Códice Nuttall.

Xochiquétzal o Xochiquetzalli (del náhuatl: Xochiketsalli ‘xochitl, flor; ketsalli, hermoso o precioso’), también llamada Ichpochtli (del náhuatl: Ichpochtli ‘chica’, ‘jovencita’ o ‘muchacha’), en la mitología mexica es la diosa de la belleza, las flores, el amor, el placer amoroso, y las artes. Es una de las dos diosas relacionada con la fertilidad de la naturaleza y la belleza, quizás por ello se le representa como madre de Cintéotl o Centéotl. Xochiquétzal, “flor preciosa”, nació de los cabellos de la diosa madre. 
Las flores de cempasúchil están consagradas a ella. Solía invocarse a Xochiquétzal para obtener belleza, sensualidad, para poder sobrevivir en caso de peligro, para hacer manualidades, lograr la fertilidad, el parto, buena cosecha, la danza, la música, el canto, la recuperación después de un desastre, la herbolaria, la libertad sexual, para hablar de afecto, lograr un buen tejido, placer sexual, erotismo, y lograr matrimonios estables.
Plumas, margaritas y pequeños azulejos con su imagen eran la mejor ofrenda para Xochiquétzal. Es hermana melliza de Xochipilli. Su primer esposo fue Tláloc, aunque también estuvo casada con Ixotecuhtli el dios de la libertad, con Piltzintecuhtli y con Centéotl. Xochiquétzal también fue amante de Tezcatlipoca.

## Mito
En los mitos de creación se menciona que fue mujer de Piltzintecuthli, hijo de la primera pareja de hombres: Cipactónal y Oxomoco. Con Piltzintecuhtli tuvo un hijo, Cintéotl, dios del maíz, y en otros mitos se cuenta que también engendraron a Nanahuatzin, quien se sacrificaría en el fogón divino para convertirse en el Quinto Sol, y a Xochipilli, dios de las flores y también conocido como dios del amor. Tuvo varios consortes y amantes. 
Primero habitaba en Tamoanchan, “cerro de la serpiente”, uno de los paraísos situado en el primer cielo, el Tlalocan, el cual se localizaba en la cumbre del Cerro de la Malinche. Esta morada era una región llena de deleites y pasatiempos agradables en donde había fuentes, ríos, florestas y lugares de recreación. En este sitio había un árbol florido, y el que alcanzaba a coger una de sus flores o era tocado por alguna de ellas sería dichoso y fiel enamorado. Xochiquétzal era atendida por otras diosas y estaba acompañada y guardada por mucha gente, de tal manera que ningún hombre la podía ver. Los que la cuidaban eran enanos, jorobados, payasos y bufones, que la divertían con música y bailes, y que también desempeñaban el oficio de embajadores cuando mandaba mensajes a los dioses que ella cuidaba. 
Ella vive en el noveno cielo, la región del viento de obsidiana itzehecayan y es una diosa dual, es decir,  tanto solar como lunar. Su carácter lunar se ve en el códice Borgia, donde alguna vez se le iguala con Tlazoltéotl. Se menciona que pasaba parte de su tiempo en el Valle de Huejucar lugar prodigioso donde ayudó a las tejedoras a crear un regalo enviado por los dioses al mundo a través de ellas, su carácter solar se ve en su representación como mariposa y su vestimenta el yacapapálotl o teocuitlayacapapálotl.

## Representación
Xochiquetzalli es una metáfora de la joven que da placer sexual a los jóvenes y que representa la tentación que hace caer a los hombres castos; es naturalmente una joven hermosa, y alegre.  Representa los encuentros juveniles, espontáneos, pero sobre todo libres, los cuales no eran sancionados entre los varones.
Se le puede considerar la encarnación misma de la femineidad, principalmente de la femineidad joven y es por ello el numen protector del trato carnal. Xochiquetzalli era la protectora e inspiradora de los artistas, tejedoras, soldaderas, de los orfebres y pintores, de las prostitutas (llamadas ahuianimeh) y la abogada de las embarazadas. También es patrona de los quehaceres domésticos.
La mayor parte de los textos nahuas que hablan de la diosa madre, nos la presentan como una diosa anciana; Tonantzin "la señora vieja" Ilamatecuhtli, sin embargo, existe una versión joven de la diosa madre.

## Mitos donde aparece
- El mito de Yappan
- El origen de las flores
- La Leyenda del Deshilado, Valle de Huejucar